# Stefan Schwarzmann
Stefan Schwarzmann (Erlangen, Alemania Occidental; 11 de noviembre de 1965) es un músico alemán conocido mayormente por haber sido baterista de varias bandas de heavy metal y hard rock como por ejemplo Helloween, Krokus, Running Wild, X-Wild, U.D.O. y Accept. Desde fines de 2014 milita en Panzer, banda cofundada con su amigo y guitarrista Herman Frank.

## Carrera
Inició su carrera en la banda Cronos Titan en 1984 y tres años más tarde ingresó a Running Wild como sustituto de Wolfgang Hagemann. En dicha agrupación alemana participó en los álbumes Port Royal y en el directo Ready for Boarding, ambos de 1988, ya que al año siguiente ingresó a U.D.O. Después de grabar tres discos con la banda del exvocalista de Accept, retornó a Running Wild y participó en las grabaciones de Pile of Skulls de 1992. Dos años más tarde fue invitado a tocar en las canciones «Bad Habits Die Hard» y «Prejudice» del álbum Death Row de Accept, debido a los problemas de salud de Stefan Kaufmann. A los meses después fue contratado por Accept para el tour promocional de Death Row (1994-1995), ya que Kauffmann inició un extenso tratamiento médico que le impidió ser parte de la gira. Paralelo a ello, en 1993 y junto con sus antiguos compañeros de Running Wild fundó la banda X-Wild, en la que fue parte de sus dos primeros álbumes y cuya participación en ella solo duró hasta 1995.
En 1996 retornó a U.D.O. y colaboró en los discos Solid de 1997 y No Limits de 1998. Tras ello, fue parte de varias agrupaciones como Voice (2001), Helloween (2003-2004) y Paradox (2002-2005), hasta que en 2005 participó en la pequeña gira de reunión con Accept. En 2006 se unió a Krokus y fue parte de las grabaciones de Hellraiser del mismo año. Tras dos años en el grupo suizo se integró al proyecto solista del guitarrista Herman Frank, siendo baterista de su álbum debut Loyal to None de 2009. En ese mismo año, tanto Frank como él integraron la alineación de regreso de Accept, en la cual grabó los álbumes Blood of the Nations (2010), Stalingrad (2012) y Blind Rage (2014). A finales de 2014, ambos músicos anunciaron su salida de Accept para crear una nueva banda llamada Panzer, cuyo álbum debut Send Them All to Hell se publicó el 28 de noviembre.

## Discografía
| Running Wild - 1988: Port Royal - 1988: Ready for Boarding - 1992: Pile of Skulls U.D.O. - 1989: Mean Machine - 1990: Faceless World - 1991: Timebomb - 1997: Solid - 1998: No Limits X-Wild - 1994: So What! - 1995: Monster Effect | Accept - 1997: All Areas - Worldwide - 2010: Blood of the Nations - 2012: Stalingrad - 2014: Blind Rage Voice - 2001: Golden Signs Krokus - 2006: Hellraiser Herman Frank - 2009: Loyal to None | Panzer - 2014: Send Them All to Hell Colaboraciones - 1994: Accept - Death Row - 2009: Thomsen - Let's Get Ruthless - 2012: Lacrimosa - Revolution |